# Scanlan Peak
Der Scanlan Peak ist ein 1670 m hoher Berg im ostantarktischen Mac-Robertson-Land. In den Prince Charles Mountains ist er der südlichste einer Gruppe von drei Bergen, die rund 8 km südöstlich des Husky-Massivs aufragen.
Luftaufnahmen der Australian National Antarctic Research Expeditions aus dem Jahr 1960 dienten seiner Kartierung. Das Antarctic Names Committee of Australia benannte ihn nach Anthony Michael Scanlan, Koch auf der Davis-Station im Jahr 1961.